# Hornhautulcus
Ein Hornhautulcus oder Hornhautgeschwür ist ein schleichendes Geschwür der Hornhaut des Auges, das häufig bakteriell bedingt ist, aber auch von einer Pilzinfektion ausgelöst werden kann. Infektionen der Hornhaut sind nach Traumen oder bei spezieller Disposition bei Menschen mit Ekzemen, sowie Diabetikern, Alkoholikern und Kontaktlinsenträgern möglich. Ein Hornhautulcus ist extrem schmerzhaft und von vermehrtem Tränenfluss und Lidkrampf begleitet.
Der Stoffwechsel der Hornhaut ist in höchstem Maße von einer intakten Nervenversorgung mit der dadurch in Gang gehaltenen lokalen Ausschüttung von Neurotrophinen abhängig. Bei einer Verletzung des sensiblen Hornhaut-Nervs Trigeminus können infolge des teilweisen oder kompletten Verlustes der Berührungsempfindlichkeit der Hornhaut durch den reduzierten Lidschlag und die mangelnde Regenerationsfähigkeit des Hornhaut-Epithels aufgrund der verminderten Produktion von humanem Nervenwachstumshormon (hNGF / Human Nerve Growth Factor) schwerwiegende und trotzdem fast schmerzfreie Hornhautgeschwüre (neurotrophe Keratitis) entstehen, bis hin zur Penetration der Hornhaut mit Verlust des Auges.
Das neurotrophe Hornhaut-Ulcus wird in 4 Stadien eingeteilt:
- Stadium I: Hornhaut-Unregelmäßigkeit, aufgebrochener Tränenfilm (Stippung) und reduzierte Sehschärfe
- Stadium II: nicht heilende persistierende Epithel-Defekte (PED / Pesistend Epithelial Defects)
- Stadium III: Hornhaut-Ulcus, welches die Basalmembran durchbrochen hat und ins Hornhaut-Stroma vorgedrungen ist, bis hin zur Perforation

2018 hat aus Escherichia coli gewonnenes rekombinantes hNGF nach erfolgreich abgeschlossenen Studien die Marktreife erreicht und darf als Medikament auch für gesetzlich versicherte Patienten bei entsprechender Indikation verordnet werden. Das in Augentropfen mit hoher Anwendungsfrequenz angewendete Medikament ist sehr teuer und kann nur unter Wahrung einer Kühlkette fraktioniert an den Patienten abgegeben werden.